# Bulbul verdós del Mulanje
El bulbul verdós del Mulanje (Arizelocichla milanjensis) és una espècie d'ocell de la família dels picnonòtids (Pycnonotidae). Habita localment els boscos de les muntanyes de Zimbàbue i Moçambic. El seu estat de conservació es considera gairebé amenaçat.